# Salix gilashanica
Salix gilashanica — вид квіткових рослин із родини вербових (Salicaceae).

## Морфологічна характеристика
Це кущ. Гілочки темно-фіолетові або коричневі, товсті, гладкі, голі. Листкова ніжка червонувата, 5–13 мм, гола; листкова пластинка обернено-яйцеподібна, еліптична, обернено-яйцювата, 3–5 × 1–3 см, гола чи запушена вздовж середньої жилки, абаксіально (низ) зеленувата чи вкрита нальотом, край залозисто пилчастий або майже суцільний, верхівка від гострої до закругленої. Сережки 1.5–2.5(3.5) см. Чоловіча квітка: тичинок 2; пиляки жовті, еліпсоїдні. Жіноча сережка до 5 см. Коробочка до 6 мм.

## Середовище проживання
Тибет, Цинхай, Сичуань, Юньнань. Населяє гірські схили; на висотах 3100–4700 метрів.